# Rozanji-dōri
Le Rozanji-dōri (廬山寺通, Rozanji-dōri) est une voie du centre-nord de Kyoto, dans les arrondissements de Kamigyō et de Kita. Orientée est-ouest, elle débute à l'Ōmiya-dōri (en) et termine au Kitsuji-dōri. 

## Description

### Situation
Le Rozanji-dōri est une voie de l'extrême nord de l'arrondissement de Kamigyō, dans sa partie est, et de l'extrême sud de l'arrondissement de Kita, à l'ouest, après Senbon. Elle suit le Teranouchi-dōri (寺之内通), le Hokosan-dōri (鉾参通) et le Kamidachiuri-dōri (上立売通) et précède le Kamigoryōmae-dōri (上御霊前通), le Kuramaguchi-dōri (鞍馬口通) et le Himuro-michi (氷室道). Elle débute à l'Ōmiya-dōri (en), puis est décalée vers le nord où elle continue dans un angle légèrement vers le nord avant de redescendre abruptement vers le sud à Onmae. Par la suite, elle fusionne avec Teranouchi après la rivière Kamiya (ja) (紙屋川) et termine au Kitsuji-dōri, peu avant l'intersection entre Kitsuji et Badai-dōri (馬代通),.
La rue mesure presque 2 kilomètres. La circulation se fait d'est en ouest jusqu'au croisement avec Onmae et Teranouchi, où la circulation se fait dans les deux sens jusqu'à son aboutissant. 

### Voies rencontrées
De l'est vers l'ouest. Les voies rencontrées de la droite sont mentionnées par (d), tandis que celles rencontrées de la gauche, par (g). Seules les rues portant un nom sont listées.
1. Ōmiya-dōri (en) (大宮通)
2. (d) Ōmiya-dōri Nishi-ura (en) (大宮通西裏)
3. Chiekōin-dōri (智恵光院通)
4. Jōfukuji-dōri (浄福寺通)
5. Senbon-dōri (en) (千本通)
6. Onmae-dōri (ja) (御前通)
7. (g) Teranouchi-dōri (寺之内通) [fusionne avec le Teranouchi-dōri]
8. Hirano-dōri (平野通)
9. Nishiōji-dōri (ja) (西大路通)
10. (d) Kagamiishi-dōri (鏡石通)
11. (g) Sai-dōri (ja) (佐井通) [aussi appelé Kasuga-dōri (春日通)]
12. (g) Sainishi-dōri (佐井西通)
13. Kitsuji-dōri (木辻通)

- Sources : (ja) Université Ritsumeikan Asia Pacific (en), « 近代京都オーバーレイマップ », sur Art Research Center,‎ 2022 (consulté le 5 janvier 2023).

### Transports en commun
On retrouve deux arrêts du réseau d'autobus de Kyoto (ja), Sakuragi-chō (桜木町), au croisement avec Sai-dōri et Waratenjin-mae (わら天神前), au croisement avec Nishiōji-dōri. Ces arrêts sont desservis par les lignes 12, 15, 50, 52, 55, 59, 204, 205 et M1.

## Odonymie

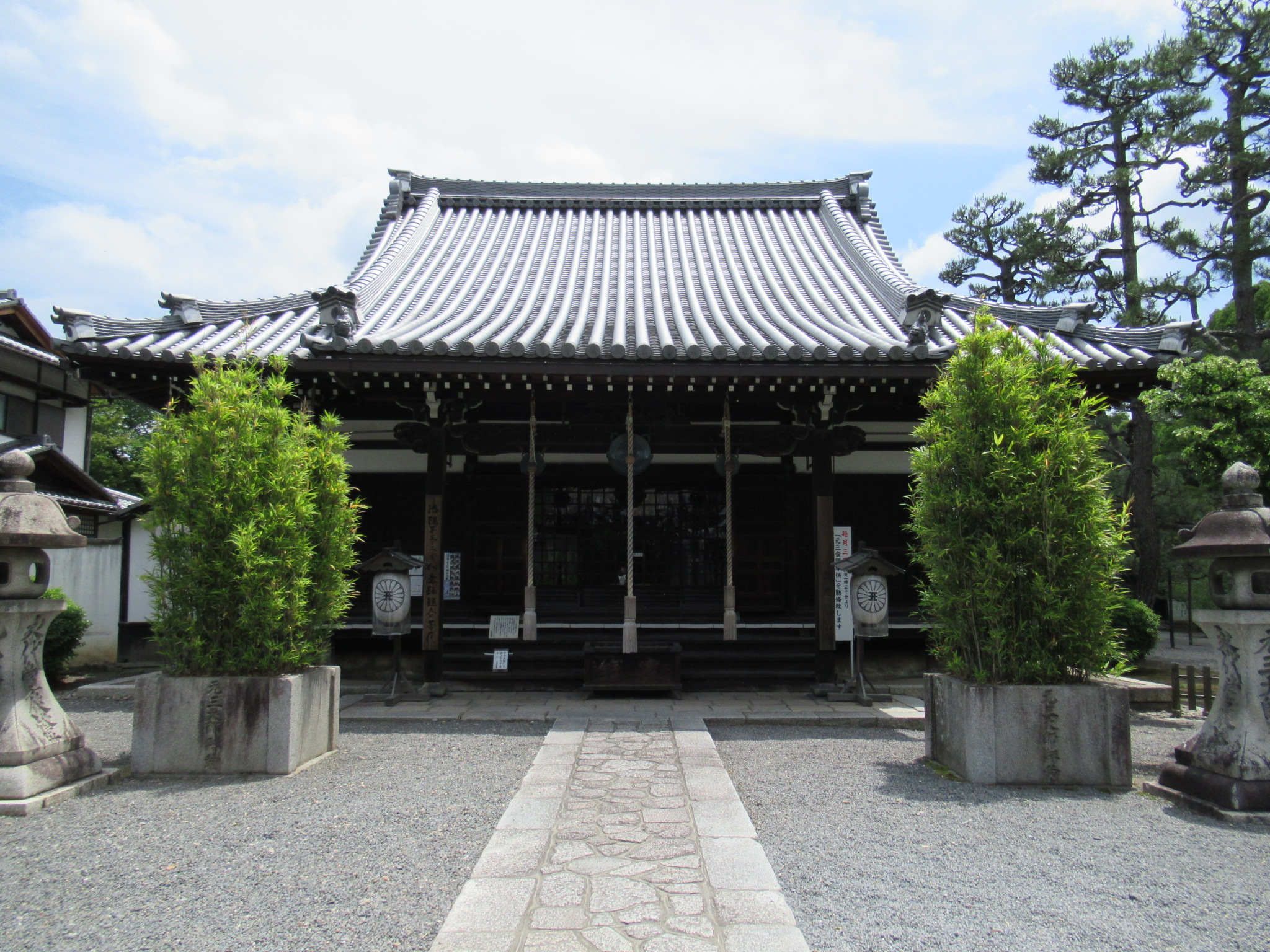
L'actuel Rozan-ji.

Le nom Rozanji vient du temple Rozan-ji (en) (廬山寺), anciennement sur la rue,. En 938, le Yōgan Kongō-in (與願金剛院) est fondé au pied mont Funaoka (ja) (船岡山), tout près de l'actuelle rue. En 1245, le Rozan-ji est fondé sur l'Izumo-ji (出雲路), aujourd'hui Kuramaguchi. Durant l'époque Nanboku-chō, entre 1336 et 1392, le moine Myōdō Shōgen (明導照源) est devenue grand prêtre des deux temples et a décidé d'intégrer le Rozan-ji dans le Kongō-in, tout en retenant le nom de Rozan-ji. Peu après, le Rozan-ji déménage du mont Funaoka jusque sur la rue. À la fin du XVIe siècle, dans le projet de réaménagement de la ville, Toyotomi Hideyoshi déménage le temple près du palais impérial, aujourd'hui au croisement entre Teramachi-dōri (ja) (寺町通) et Hirokōji-dōri (広小路通),.

## Histoire
Le Rozanji-dōri est apparu peu après la guerre d'Ōnin, avec l'urbanisation de la région par les commerçant du textile, et la rue est devenue l'une des pierres angulaires du secteur. Durant l'époque d'Edo, la rue allait seulement d'Ōmiya à Senbon. On atteste déjà de la présence de la rue dans le Rakuchū Ezu (洛中絵図), et dans le Kyōmachi Kagami (京町鑑) de 1762, qui parlent d'une rue allant d'Ōmiya à Senbon. 
Dû à un réaménagement municipal, la rue est étendue en 1928, car la section après la rivière Kamiya du Teranouchi-dōri est annexée par le Rozanji-dōri. Le conseil d'urbanisme avait aussi planifié de relier la rue entre Senbon et la rivière Kamiya avec un tronçon parallèle aux deux autres portions, mais entre temps, la rue légèrement plus au nord fait partie de Rozanji-dōri.

## Patrimoine et lieux d'intérêt
À l'extrême ouest, près de l'intersection avec Nishiōji, se trouve le Shikichi-jinja (敷地神社), sanctuaire shinto aussi appelé Wara-tenjin (わら天神), dû au fait que la déesse qui y est vénérée, Konohana-no-Sakuya, a la qualité de déterminer le sexe d'un enfant à la naissance selon l'arrangement d'un lot de paille (« wara » en japonais). La portion est de la rue, avant la rivière Kamiya, est principalement résidentielle, et on trouve plusieurs maisons de ville traditionnelles, et la rue est très étroite, la circulation allant seulement d'est en ouest. À l'intersection avec Senbon, on trouve le temple Injō-ji (ja) (引接寺), où se trouve son bâtiment principal, le Senbon Enma-dō (千本閻魔堂). La portion est de la rue se trouve aussi dans le Nishijin (西陣), quartier historique du textile à Kyoto, et on trouve plusieurs négociants de tissus. Près du marchand d'obis se trouve le site du premier temple Rozan-ji. Au début de la rue, un peu après Ōmiya se trouve le sanctuaire shinto Ichiidani Nanano-jinja (櫟谷七野神社), où sept dieux reposent, et il est donc surnommé le « sanctuaire des sept ». 

Quelques lieux d'intérêts
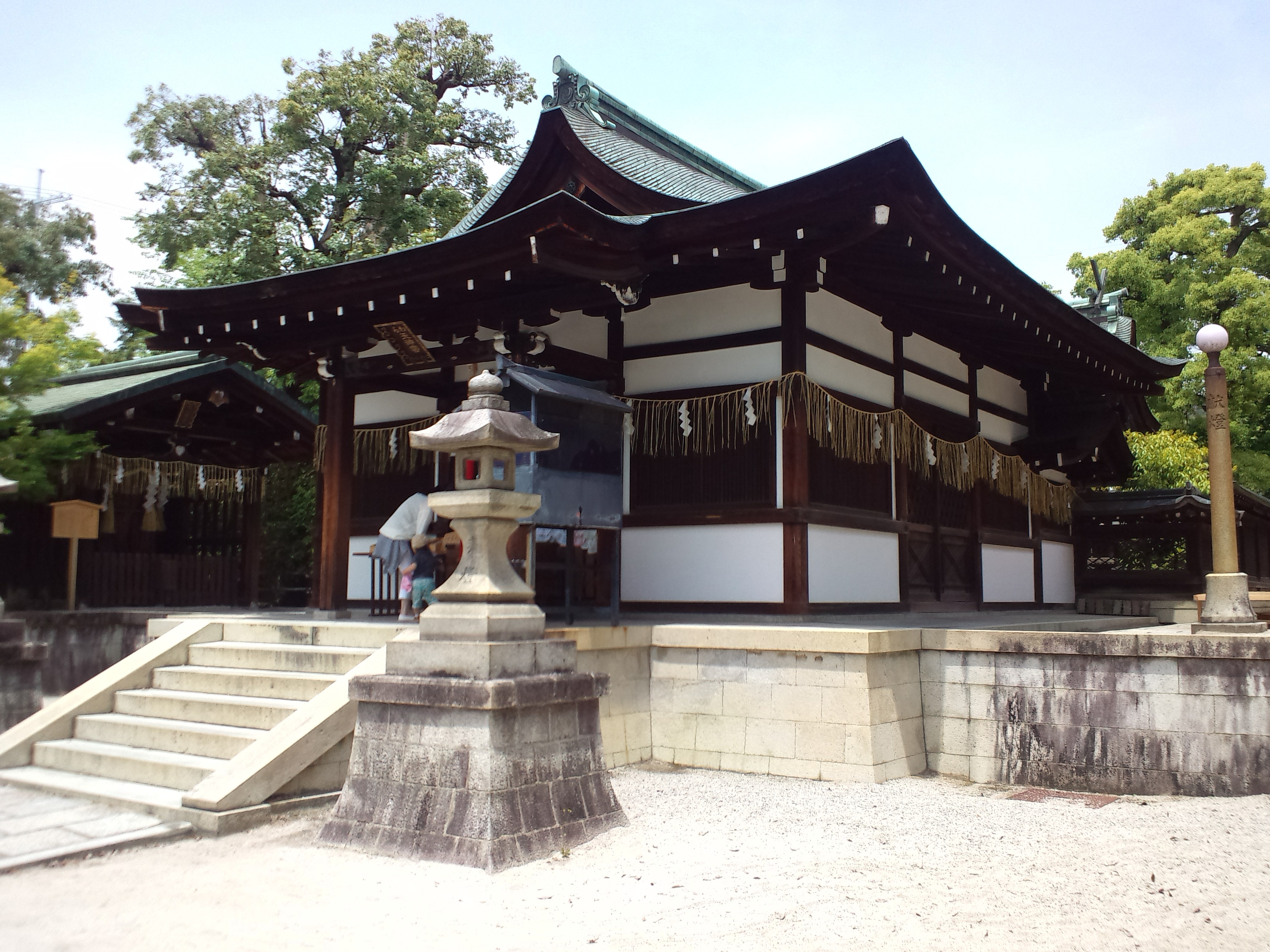
Le Shikichi-jinja.
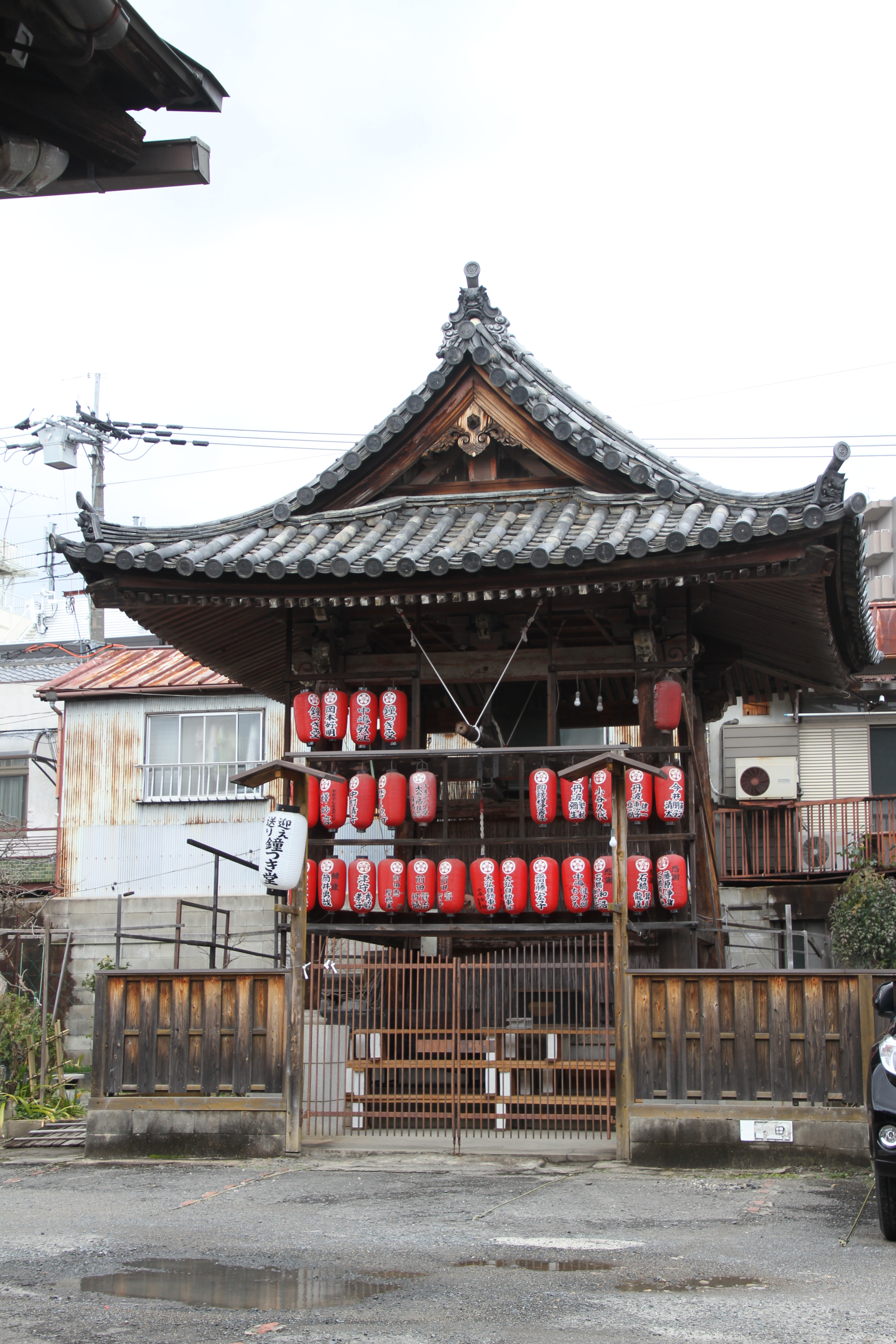
Le Senbon Enma-dō de l'Injō-ji.